# Riley Reiff
Riley Reiff (Parkston, 1º dicembre 1988) è un giocatore di football americano statunitense che gioca nel ruolo di offensive tackle per i New England Patriots della National Football League (NFL). Fu scelto come 23º assoluto dai Detroit Lions nel Draft NFL 2012. Al college ha giocato a football ad Iowa.

## Carriera

### Detroit Lions
Considerato uno dei migliori prospetti tra gli offensive tackle nel draft 2012, Reiff fu scelto come 23º assoluto dai Lions, il secondo selezionato nel suo ruolo dopo Matt Kalil. Nella sua prima stagione giocò tutte le 16 gare, 8 delle quali come titolare. Nella successiva disputò tutte le 16 partite della stagione regolare come titolare.

### Minnesota Vikings
Il 9 marzo 2017, Reiff firmò con i Minnesota Vikings un contratto quinquennale da 58,75 milioni di dollari, di cui 11 garantiti alla firma e 15,3 spalmati nei primi due anni di contratto.

### Cincinnati Bengals
Il 19 marzo 2021 Reiff firmò con i Cincinnati Bengals.

### Chicago Bears
Il 26 luglio 2022 Reiff firmò con i Chicago Bears.

### New England Patriots
Il 20 marzo 2023 Reiff firmò con i New England Patriots.

## Palmarès
- American Football Conference Championship: 1

Cincinnati Bengals: 2021